# Constitution russe de 1937
Ne doit pas être confondu avec Constitution soviétique de 1936.
Constitution de 1925 (URSS) Constitution de 1978 (URSS)
La Constitution russe de 1978 est la troisième constitution de la république socialiste fédérative soviétique de Russie (RSFSR).
Adoptée lors de la XVIIe session du Congrès panrusse des Soviets le 21 janvier 1937 et mise en vigueur le jour même, elle remplace la Constitution de 1925. Elle a pour but de se conformer à la Constitution soviétique de 1936, dans le cadre d'un processus global visant à harmoniser les constitutions des républiques soviétiques.